# Benjamin Bristow
Pour les articles homonymes, voir Bristow.
 (novembre 2023).
Si vous disposez d'ouvrages ou d'articles de référence ou si vous connaissez des sites web de qualité traitant du thème abordé ici, merci de compléter l'article en donnant les références utiles à sa vérifiabilité et en les liant à la section « Notes et références ».
Benjamin Helm Bristow, né le 20 juin 1832 à Elkton (Kentucky) et mort le 22 juin 1896 à New York, est un homme politique américain. Membre du Parti whig puis du Parti républicain, il est avocat général des États-Unis entre 1870 et 1872 puis secrétaire du Trésor entre 1874 et 1876 dans l'administration du président Ulysses S. Grant.

## Biographie
Originaire du Kentucky, Bristow est le fils d’un éminent unioniste whig et avocat. 
Diplômé du Jefferson College en Pennsylvanie en 1851, Bristow étudie le droit et passe le barreau en 1853, travaillant comme avocat jusqu’au déclenchement de la guerre de Sécession en 1861. Combattant pour l’Union, il est promu colonel. Blessé à la bataille de Shiloh, Bristow se rétablit et passe lieutenant-colonel. En 1863, il est élu sénateur de l’État du Kentucky pour un unique mandat. À la fin de la guerre il est nommé assistant du procureur de district des États-Unis dans la région de Louisville^puis promu procureur du même district en 1866.
Bristow est un réformateur du Parti républicain et un défenseur des droits civiques. Au cours de son mandat de secrétaire au Trésor, il est principalement connu pour avoir démantelé à la demande du président Grant, le Whiskey Ring, un réseau corrompu de profiteurs d’évasion fiscale qui a épuisé le trésor national. En outre, Bristow a fait la promotion de la monnaie d’étalon-or plutôt que du papier-monnaie. Il est l’un des membres du cabinet les plus populaires de Grant parmi les réformateurs. Bristow appuie le Specie Payment Resumption Act de Grant de 1875, qui contribue à stabiliser l’économie après la panique de 1873. En tant que premier avocat général des États-Unis, Bristow a aidé le président Ulysses S. Grant et le procureur général Amos T. Akerman à poursuivre vigoureusement et minutieusement le Ku Klux Klan dans le sud reconstruit. Il a plaidé pour que les citoyens afro-américains du Kentucky soient autorisés à témoigner dans une affaire judiciaire d’homme blanc. Il a également préconisé l’éducation pour toutes les races financée par des fonds publics.
En 1874, Bristow est nommé secrétaire au Trésor par le président Ulysses S. Grant. Initialement, Grant a donné à Bristow son plein soutien pendant la poursuite populaire contre le Whiskey Ring. Cependant, lorsque Bristow et le procureur général Edwards Pierrepont, un autre membre du Cabinet réformateur, ont découvert qu’Orville Babcock, le secrétaire personnel de Grant, était impliqué, la relation avec le Président s’est refroidie. En juin 1876, Bristow démissionna du cabinet du président Grant. Lors de l’élection présidentielle américaine de 1876, Bristow tente sans succès d’obtenir le ticket présidentiel républicain, se présentant comme un réformateur républicain. Les républicains, cependant, ont choisi Rutherford B. Hayes. Après l’élection présidentielle de 1876, Bristow retourne à la pratique privée à New York. Il a formé un cabinet d’avocats prospère en 1878, plaidant souvent devant la Cour suprême des États-Unis jusqu’à sa mort en 1896.
Bristow a été crédité, par l’historien Jean Edward Smith, comme l’un des meilleurs choix de cabinet de Grant. Les réformateurs se tournaient vers lui pour nettoyer la corruption du gouvernement. Les historiens lui ont également attribué le mérite d’avoir poursuivi le Ku Klux Klan. Bristow, cependant, avait une nature ambitieuse et litigieuse, ce qui a parfois conduit à diverses querelles avec les membres du cabinet Grant.

## Sources
- (en) Cet article est partiellement ou en totalité issu de l’article de Wikipédia en anglais intitulé « Benjamin Bristow » (voir la liste des auteurs).